# مسجد جامع سرابی
مسجد جامع سرابی مربوط به دوره قاجار است و در تویسرکان، منطقه سرابی واقع شده و این اثر در تاریخ ۲۵ اسفند ۱۳۸۰ با شمارهٔ ثبت ۵۰۵۰ به‌عنوان یکی از آثار ملی ایران به ثبت رسیده است.